# Epipedobates
Epipedobates é um género de anfíbios da família Dendrobatidae. Está distribuído desde o Equador até a Colômbia.

## Espécies
- Epipedobates anthonyi (Noble, 1921)
- Epipedobates boulengeri (Barbour, 1909)
- Epipedobates darwinwallacei Cisneros-Heredia and Yánez-Muñoz, 2011
- Epipedobates espinosai (Funkhouser, 1956)
- Epipedobates machalilla (Coloma, 1995)
- Epipedobates narinensis Mueses-Cisneros, Cepeda-Quilindo & Moreno-Quintero, 2008
- Epipedobates tricolor' (Boulenger, 1899)